# Renifer Niko ratuje święta
Renifer Niko ratuje święta (fin. Niko – Lentäjän poika) – fińsko-duńsko-niemiecko-irlandzki film animowany. Polska premiera kinowa odbyła się 27 listopada 2009 roku z dubbingiem na zlecenie dystrybutora Kino Świat. 24 grudnia 2012 roku film został wyemitowany w TVP1 z nowym stworzonym przez TVP dubbingiem.

## Bohaterowie
- Niko – mały renifer, który znajduje w sobie siłę i odwagę, by ratować inne renifery przed wilkami i cały świat przed ich zakusami zniszczenia Świąt Bożego Narodzenia. Bardzo pomysłowy. Typ marzyciela.
- Julius – wiewiórka płci męskiej. Troskliwy, oddany przyjaciel. Kocha Niko, jak syna. Wyrusza z reniferem w pełną niebezpieczeństw podróż, by chronić go i opiekować się nim, gdy zajdzie taka potrzeba.
- Wilma – charakterna biała łasica. Niezależna, pewna siebie. Typ kokietki i rozbójniczki w jednym. Uwielbia śpiewać.
- Czarny Wilk – paskudny typ spod ciemnej gwiazdy. Wyrachowany, cyniczny, okrutny i wyjątkowo wredny.

## Opis fabuły
Niko to mały renifer, który znajduje w sobie siłę i odwagę, by ratować inne renifery przed wilkami i cały świat przed ich zakusami zniszczenia Świąt Bożego Narodzenia. Wódz wilków wraz ze stadem chce zabić renifery z zaprzęgu św. Mikołaja. Niko musi więc odnaleźć ojca, którego nigdy nie znał i stawić czoło wilkom.

## Wersja polska
Wersja polska: Studio PRL

Reżyseria: Cezary Morawski

W wersji polskiej udział wzięli:
- Jan Rotowski – Niko – mały renifer
- Piotr Fronczewski – Wódz – zły wilk
- Agnieszka Dygant – Eśka – pudelek
- Anna Dereszowska – Wilma – łasica
- Jarosław Boberek – Juliusz – Wiewiór
- Marcin Prokop – Biegun – renifer z zaprzęgu św. Mikolaja
- Włodzimierz Press – stary renifer
- Elżbieta Jędrzejewska – Luna, mama Niko
- Marcin Troński – Przywódca reniferów
- Aleksander Bednarz – Święty Mikołaj
- Robert Jarociński – Grzmot
- Piotr Gogol – Halny
- Cezary Nowak – Kometa
- Adam Krylik – Meteor
- Andrzej Chudy – Piorun
- Artur Bomert – Rakieta
- Paweł Ciołkosz – Tornado
- Cezary Morawski – Wicher

i inni